# František Loubal
František Loubal (3. března 1893 Chrudichromy – 17. prosince 1950 Všebořice) byl moravský učitel, spisovatel, publicista, historik, politický vězeň.

## Život
Narodil se v rodině Františka Loubala a Marie rozené Navrátilová. Měl pět sourozenců: Eduarda, Jaroslava (1898–1944), Emila (1902–1975), Josefa (1904–1981) a Marii (1907–1977). 17. 2. 1922 se oženil s Josefou rozenou Růžičková (1903), se kterou měli dvě děti: Ljubu Olšanovou (1923) a Ladislava (1924–1997).
František vystudoval gymnázium v Boskovicích a Filozofickou fakultu Univerzity Karlovy v Praze. Vojenskou službu sloužil v letech 1914–1919. Učil na středních školách v Novom Meste nad Váhom (1920–1928), v Brně na Třídě kpt Jaroše (1928–1929), v Boskovicích a v Brně Husovicích.
V letech 1936–1939 pracoval v Zemském výboru Země Moravskoslezské. Od 1. 9. 1939 do 8. 11. 1940 byl vězněn na Špilberku a v koncentračních táborech Dachau a Buchenwald. Potom vyučoval v Brně-Židenicích, v Přerově a opět v Brně. Od 12. května 1945 do 31. července 1946 byl předsedou Moravskoslezského zemského národního výboru. Po únoru 1948 byl dva roky vězněn v Jáchymově.
Byl členem Národně socialistické strany a v letech 1946–1948, spolu se svou ženou, členem Moravského kola spisovatelů. V Brně-Řečkovicích bydlel na adrese třída Jiřího z Poděbrad 155a (nyní Banskobystrická).

## Dílo
- Hus a jeho předchůdci v boji s Římem, Praha: Volná myšlenka, 1924
- Josef Kudrna, oběť rakouské soldatesky, Brno: Družstvo Moravský legionář, 1929
- Dr. Milan Rastislav Štefánik, Brno: Moravský legionář, 1929
- Alois Jirásek a pohled do jeho díla, Brno: Měsíčník "Červená a bílá", 1930
- T. G. Masaryk a česká otázka: k 81. narozeninám, Brno: Měsíčník "Červená a bílá", 1931
- Husité na koncilu v Basileji r. 1433, Brno: Pokroková revue Červená a bílá, 1933
- Lipany: rozumí národ smyslu Lipan?, Brno: Pokroková revue Červená a bílá, 1934
- Lidé beze jména: [Špilberk-Dachau-Buchenwald], Brno: Novela, 1945
- Československá státní myšlenka, Brno: Zemská osvětová rada, 1946
- Dr. M. R. Štefánik: k 15. výročí jeho smrti, Brno: Pokroková revue Červená a bílá, 1947
- V kraji Doberda, Rovereta a Tridentu[3]